# 旧志津川発電所
旧志津川発電所（きゅうしづがわはつでんしょ）は、京都府宇治市槇尾山にある建築物（水力発電所）。
1924年（大正13年）に宇治川電気の志津川発電所として稼働を開始し、その後所有者が日本発送電、関西電力と変わった後、1964年（昭和39年）に天ヶ瀬ダムと天ヶ瀬発電所の竣工に伴って運転を終了した。1972年（昭和47年）以降には建物はニュージェック水理実験所として使用されている。認可最大出力は32,000 kW。

## 歴史

### 竣工と運転開始
1924年（大正13年）、宇治川に宇治川電気による大峯堰堤が完成し、その下流の京都府久世郡槇島村字槇尾山（現・宇治市槇尾山、宇治川右岸）に志津川発電所が発電を開始した。
大峯堰堤は堤高31メートル、堤頂長91メートルであり、日本における重力式コンクリートダムの草分けである。これほど巨大な規模のダムは世界的に見て珍しかった。東京帝国大学土木工学科出身の石井穎一郎が設計を担当し、鹿島建設がダムの施工を、沢井組が発電所の施工を担当している。大峯堰堤と志津川発電所を結ぶ水路は1009間（約1.8キロメートル）であり、全て隧道によるものだった。

### 発電開始後
1926年（大正15年）6月、志津川発電所で用いた水の残りを活用するために、大峯堰堤の直下にダム式発電所の大峯発電所が竣工した。
1938年（昭和13年）には電力管理法が施行されて国家が電力を管理するようになり、1939年（昭和14年）頃には日本発送電が所有者となった。1942年（昭和17年）3月には国家総動員法の影響で宇治川電気が解散した。
戦後の1951年（昭和26年）頃、電気事業再編成令によって関西電力が志津川発電所を引き継いだ。建物は2棟からなっており、宇治川側に発電設備に、山側に配電設備が設置されていた。1950年（昭和25年）から1960年（昭和35年）まで、大峯堰堤そばから天ヶ瀬まで遊覧鉄道のおとぎ電車が運行されていた。

### 運転終了とその後

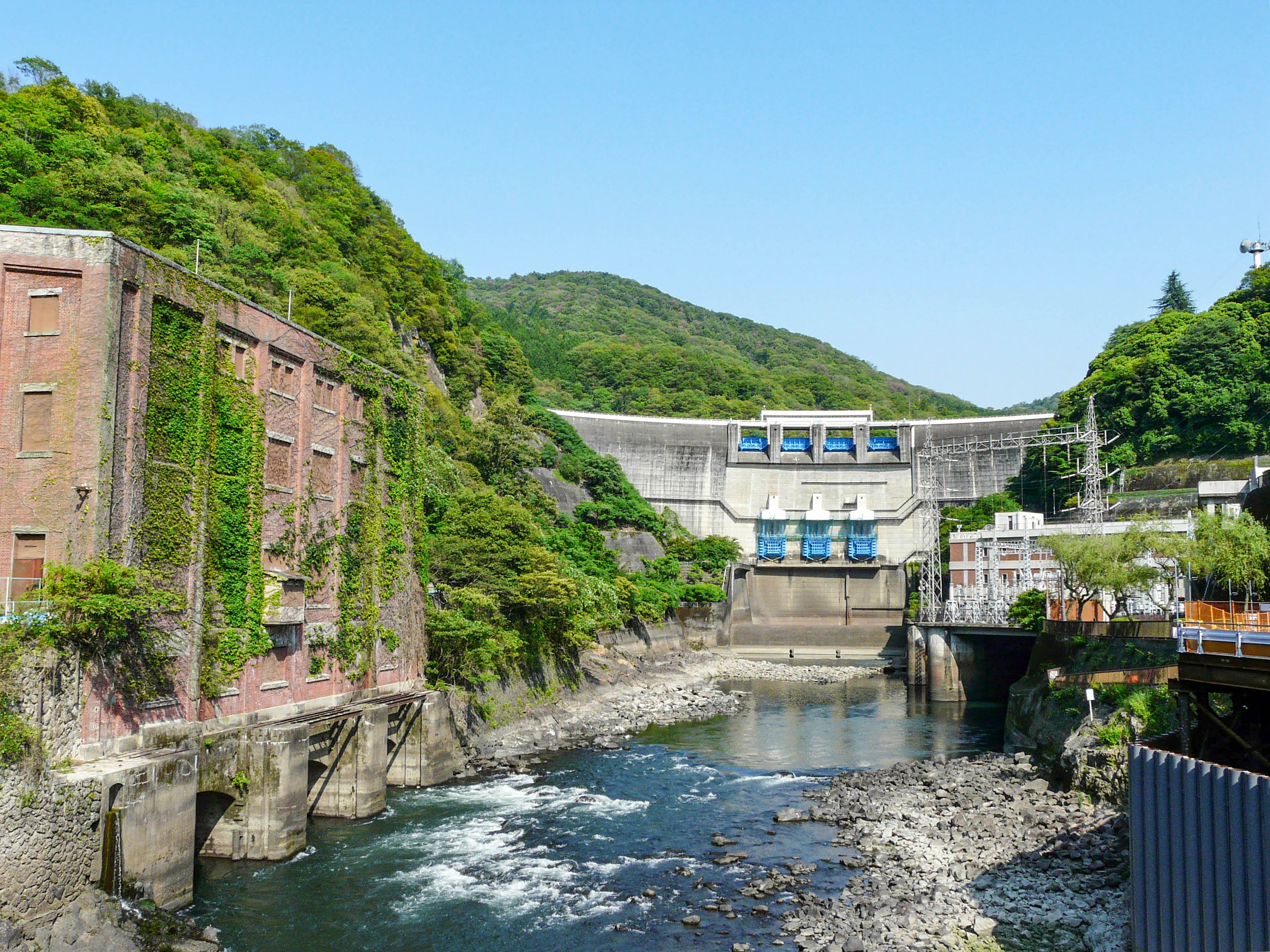
天ヶ瀬ダム（中央奥）・旧志津川発電所（左）・天ヶ瀬発電所（右）

1964年（昭和39年）に志津川発電所の約300m上流の宇治川に関西電力の天ヶ瀬ダムが竣工し、ダム式発電所の天ヶ瀬発電所が稼働を開始した。天ヶ瀬発電所は旧志津川発電所の対岸にある。天ヶ瀬ダムの竣工によって大峯堰堤が水没するとともに、志津川発電所は稼働を停止した。
1972年（昭和47年）、関西電力系の新日本技術コンサルタント（現・ニュージェック）が建物を借り受け、建物が水理実験所に転用された。